# Kyūzō Mifune
Kyūzō Mifune (三船久蔵?, Mifune Kyūzō; Iwate, 21 aprile 1883 – Tokyo, 27 gennaio 1965) è stato un judoka giapponese.
Allievo diretto del fondatore del Judo Jigorō Kanō, è considerato da molti il miglior maestro di sempre di questa disciplina dopo lo stesso Kanō, tanto da essere soprannominato "il Dio del Judo": Mifune era infatti famoso per la velocità e precisione delle sue tecniche, qualità molto ben documentate nel libro The Canon of Judo, sua opera massima e testamento spirituale.
È stato il quarto judoka a raggiungere il decimo dan (il terzo mentre era ancora in vita) e il primo nominato dal Kōdōkan e non direttamente da Jigoro Kano.

## Biografia
Mifune nacque nel 1883, casualmente un anno dopo la fondazione del Kodokan, sull'isola di Honshū, nella Prefettura di Iwate. All'età di tredici anni il padre lo obbliga ad andare nel nord del paese, a Sendai, per frequentare le scuole superiori ed è proprio in questo periodo che Mifune entra in contatto con il Judo. A quattordici anni, in un torneo scolastico, batte nove avversari di fila.
Dopo il diploma Mifune fu mandato a Tokyo per un corso di preparazione prima di iscriversi all'Università di Waseda e tentò di entrare nel Kodokan; sebbene all'inizio non conoscesse nessuno all'interno dell'organizzazione destò subito l'interesse di Sakujiro Yokoyama, uno dei più influenti discepoli di Kano: l'amicizia con Yokoyama durò a lungo e portò quest'ultimo a raccomandare Mifune a Kano, così nel 1903 Mifune entrò a far parte del Kodokan.
Nel 1912 era già detentore del rango di Menkyo, ovvero del sesto dan (che in Giappone, fino al primo dopoguerra, equivaleva al titolo di maestro), e successivamente, nel 1945, ottenne il decimo dan dal Kodokan, diventando a sessantadue anni il secondo uomo più giovane ad ottenere il massimo grado dopo Shuichi Nagaoka (nominato nel 1937 a sessantuno anni). Fu inoltre il più longevo detentore di tale titolo.
Ernest J. Harrison, che ha personalmente conosciuto il maestro Mifune, racconta di una sera in cui i due, usciti a cena e insidiati da una banda di giovani delinquenti, si trovarono coinvolti in una rissa: sei teppisti li assalirono, ma in meno di un minuto furono tutti sopraffatti dall'incredibile abilità tecnica del maestro Mifune (all'epoca già quinto dan).